# Eduard von Horn
Carl Eduard von Horn, född 10 april 1845 i Skeppsholms församling, Stockholm, död 5 oktober 1920 på Möckelsnäs säteri, Stenbrohults församling, Kronobergs län, var en svensk kammarherre, jurist och affärsman.
Han var känd som grundare av fastighetsförsäljningsbolaget Stockby AB som var början till villastaden Stocksund. Eduard von Horns väg i Stocksund är uppkallad efter honom.

## Biografi
Eduard von Horn avlade 1863 studentexamen i Uppsala och ägnade sig därefter åt juridiska studier vid Uppsala universitet. År 1867 blev han notarie i Svea hovrätt, 1871 vice häradshövding, 1879 kammarherre och 1887 vice ceremonimästare vid Kungliga Hovstaterna. År 1878 köpte von Horn herrgården Möckelsnäs i Stenbrohults socken, Småland. Han förvärvade även stora torvmossar i Västergötland och Småland, där han lät tillverka bränntorv. Från 1883 var han notarie i Domänstyrelsens jordbruksavdelning och bosatte sig i Stockholm, adress Stureparken 7. Möckelsnäs herrgård stannade i familjen von Horns ägo fram till början av 1990-talet.
År 1888 bildade Eduard von Horn tillsammans med några andra intressenter Stockby AB, som köpte egendomen Stockby gård i  Danderyds socken av sterbhuset efter ordensbiskopen Frithiof Grafström, som var hans svåger. Marken kostade 150 000 kronor och styckades av till tomter, under namnet Stocksunds Villaparker. Bolagets verksamhet resulterade i tillkomsten av villastaden Stocksund.
von Horn hade inga egna medel att placera i projektet utan var tvungen att intressera andra kapitalstarka män. En av aktieägarna var grosshandlaren konsul Oscar Ekman, som även hade intressen i Djursholms villastad. von Horn såg möjligheten att skapa en villastad utanför Stockholm och sitt projekt knöt han till den smalspåriga järnvägen (Roslagsbanan) från huvudstaden över Stocksundet till Rimbo som just hade färdigställds. Med tiden lyckades von Horn förvärva fler aktier i Stockby AB och mellan 1903 och 1911 var han ensam aktieägare.
Förste tomtägaren blev jägmästaren Albert Gotthard Nestor Cedergren, som köpte ett stort parkområde vid Stocksundet, där han senare lät uppföra Cedergrenska tornet. Stockby AB avslutade omkring år 1910 sin verksamhet, då hade man sålt 350 villatomter och några större markområden. Men även efter bolagets formella avveckling pågick långdragna förhandlingar om markfrågor mellan Eduard von Horn och kommunalmännen i Stocksund. 
Själv bodde von Horn från och med 1899 i Stockby gårds huvudbyggnad, som han lät bygga om i nationalromantisk stil och sedan kallade "Norska villan", men efter unionsupplösningen med Norge 1905 fick heta "Villa Svea". Han bodde även i Villa Hexa (dåvarande Ringvägen 8) men han ägde flera fastigheter i Stocksund, bland annat Villa Skoga, som efter hans död blev Stocksunds första kommunalhus  (idag Kubas ambassad i Stockholm). År 1911 avvecklade von Horn sitt fastighetsbolag Stockby AB och flyttade tillbaka till Möckelsnäs herrgård. Innan han avled 1920 hade han överlåtit till sin son kammarherre Carl-Axel von Horn att bevaka ärendena. Eduard von Horn är begraven på Solna kyrkogård.

## Galleri

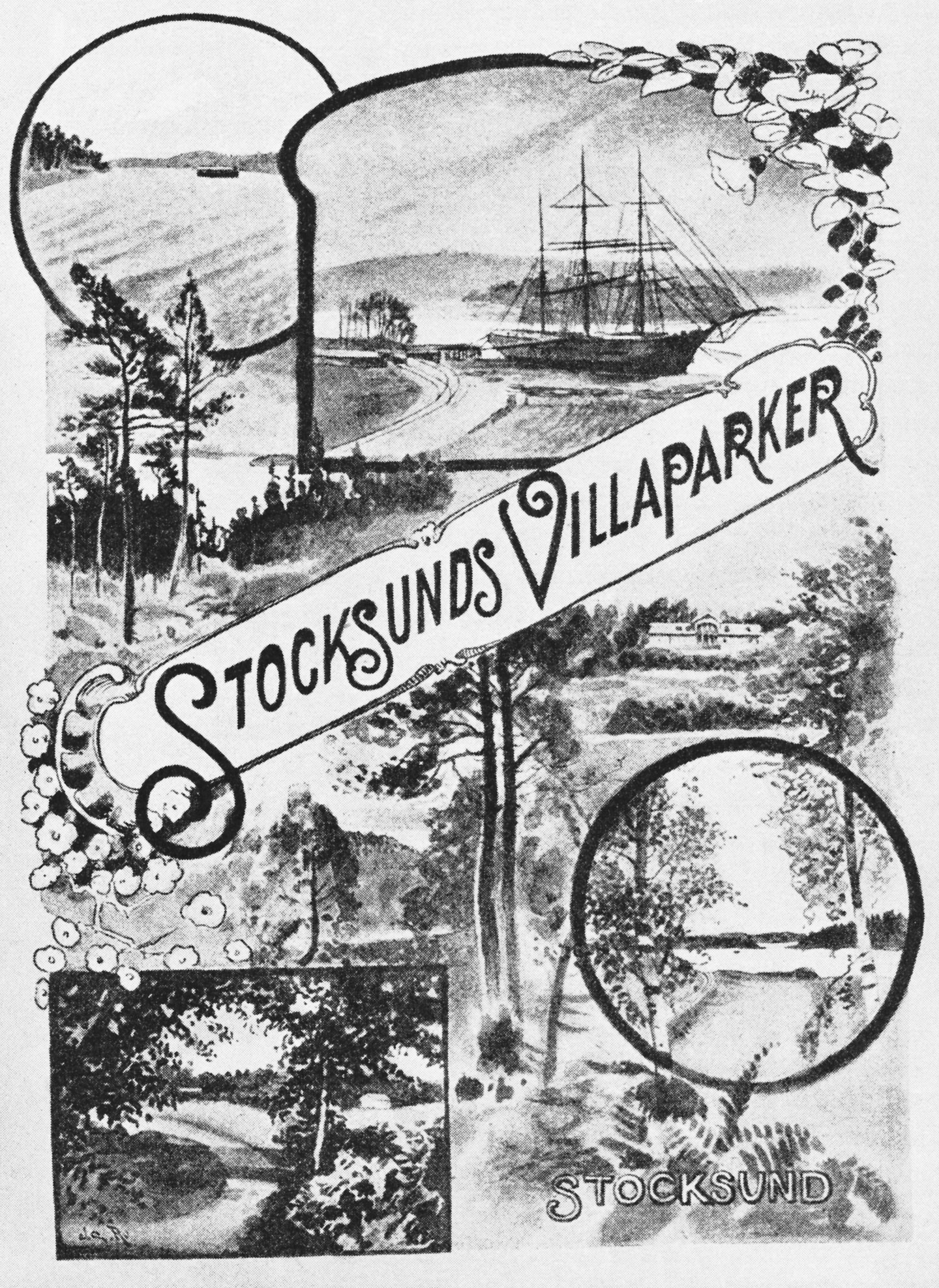
"Stocksunds Villaparker"
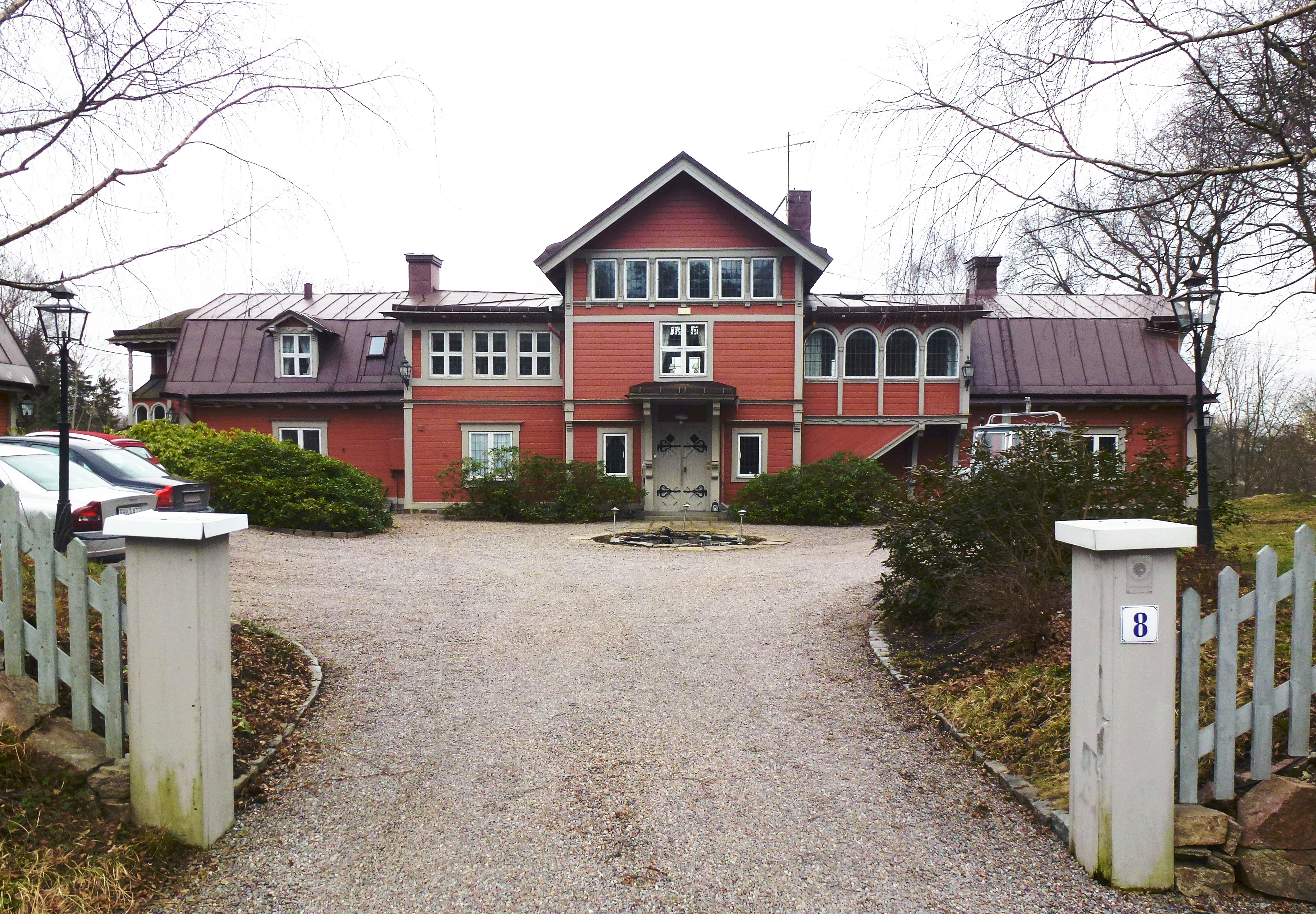
Stockby gård, von Horns hem 1899-1909
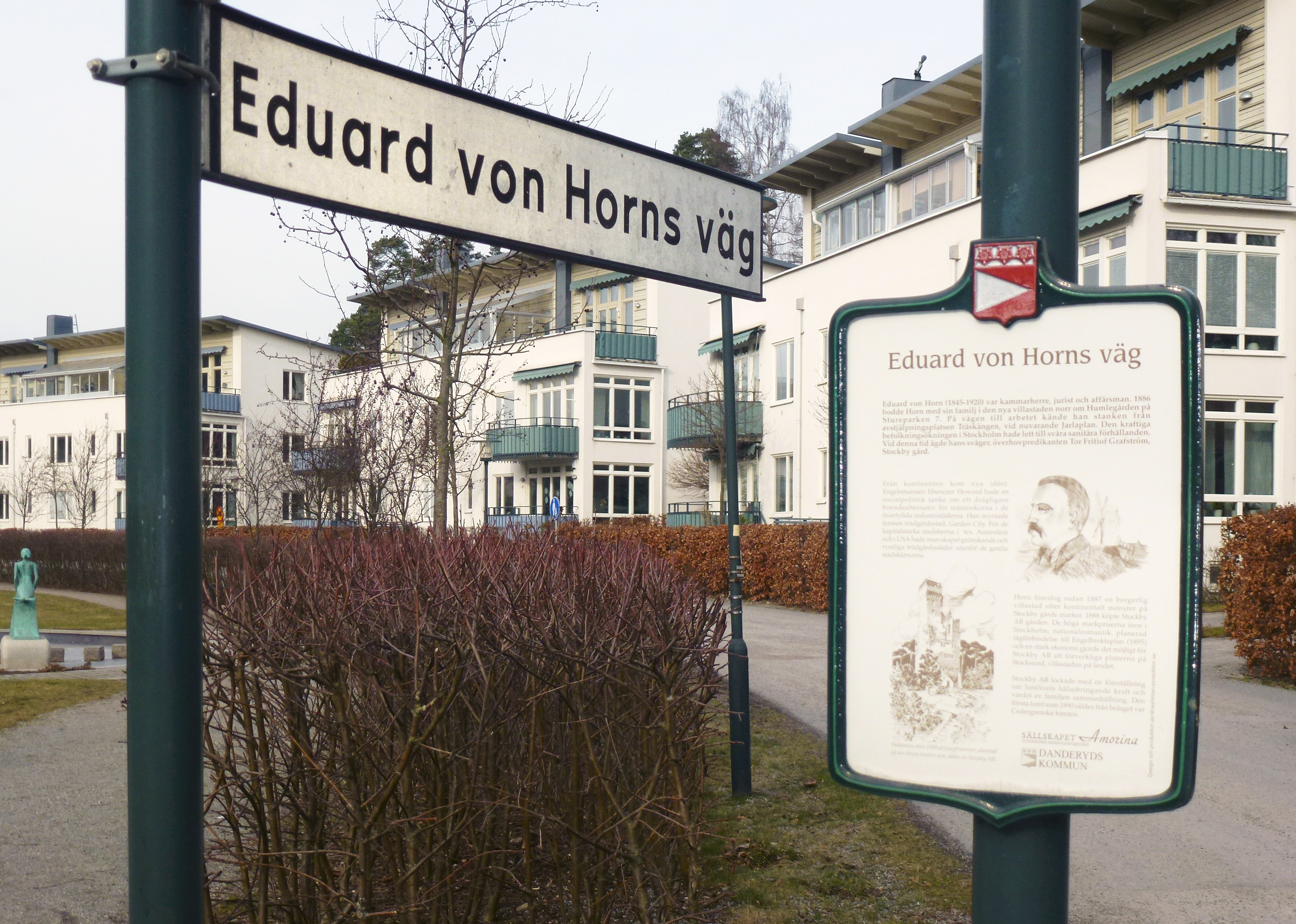
Eduard von Horns väg
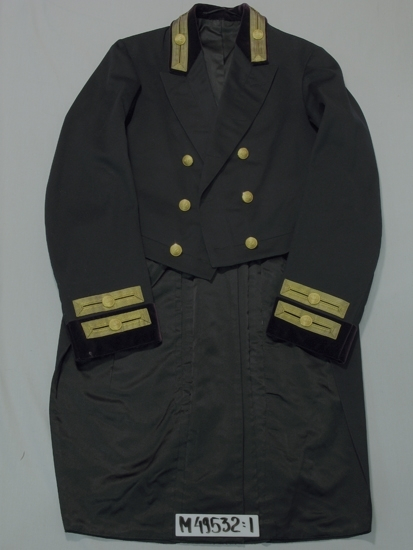
Eduard von Horns kammarherrerock
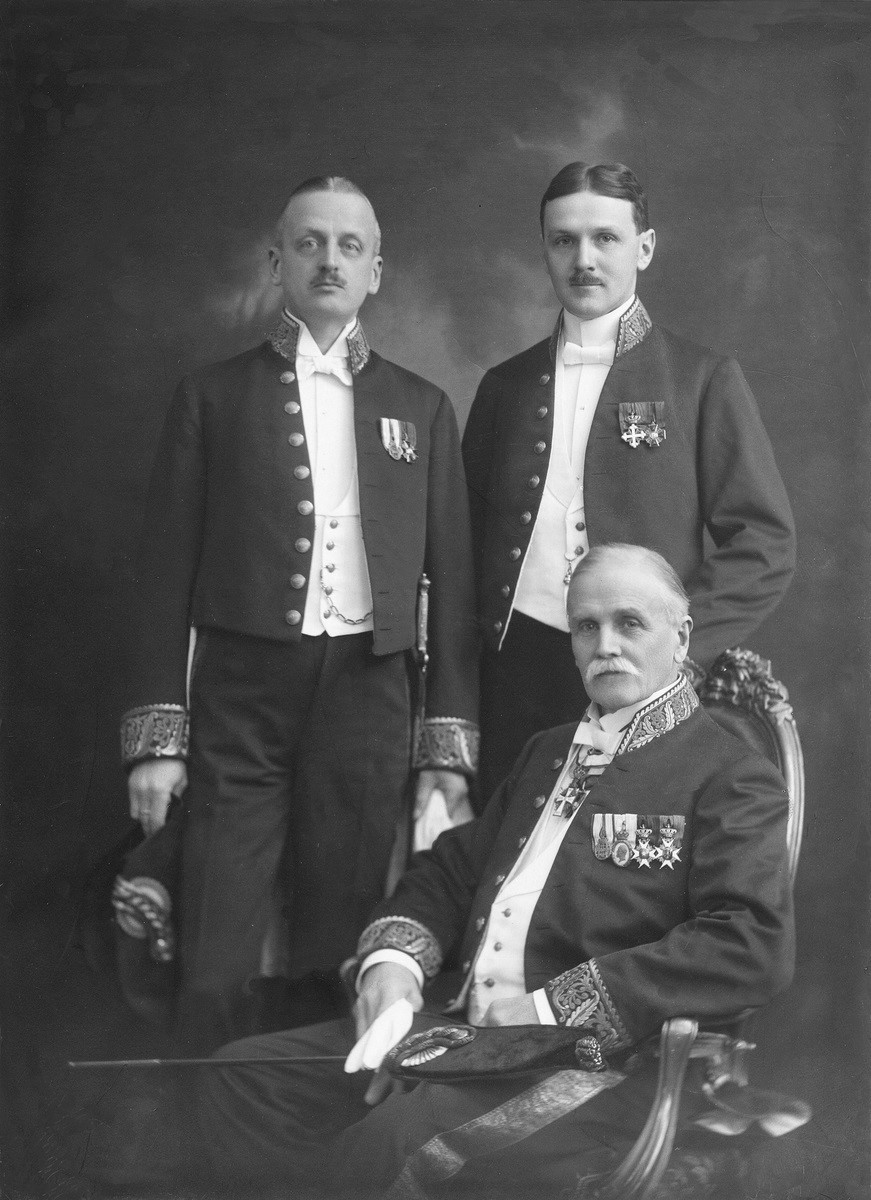
Eduard von Horn (sittande), sonen Erik (stående t.v.) och sonen Carl Axel (stående t.h.)